# ریکاردو (فیلم)
ریکاردو فیلمی به کارگردانی امین امینی و نویسندگی احمد نجیب‌زاده محصول سال ۱۳۴۷ است.

## داستان
«ظفر دیوان» سرمایه‌دار مشهور که مدت‌ها در خارج به سر می‌برده قصد بازگشت به ایران و شروع فعالیت دامنه‌داری را در زمینهٔ تجارت دارد…

## بازیگران
- منصور سپهرنیا
- گرشا رئوفی
- محمد متوسلانی
- سارا
- ثریا بهشتی
- مجید فریدفر
- امیرهوشنگ زند
- مجید شهباز
- مارینا متر